# كان أوزكان
كان أوزكان (بالألمانية: Can Özkan)‏ هو لاعب كرة قدم ألماني في مركز الوسط، ولد في 2 ديسمبر 1999 في بيلفلد في ألمانيا. لعب مع أرمينيا بيليفيلد.

## وصلات خارجية
- كان أوزكان على موقع Soccerway.com (الإنجليزية)
- كان أوزكان على موقع عالم كرة القدم.نت (الإنجليزية)